# Утицај пандемије ковида 19 на образовање
Пандемија корона вируса 2019/2020. године утиче на образовни систем широм света, јер је довео до затварања свих образовних институција свих земаља света. Од 3. априла 2020. године, преко 421 милиона ученика било је приморано да зауставе своје образовање, услед глобалне распрострањености вируса корона (познат као COVID-19). Затварање образовних установа утицало је не само на ученике, професоре и породице, већ и на целокупно друштво и економију држава које су захваћене вирусом корона. Неке од тешких последица јесу: економски проблеми, као што су дугови грађана, дигитално учење, несташица прехрамбених производа, бескућништво. Утицај је озбиљнији на породице у неповољном здравственом и финансијском положају. Као једно од решења, организација УНЕСКО је предложила дигитално учење на даљину и стварање платформи које школе могу користити за предавања.

## Контроле опасности
Амерички центри за контролисање болести и превенцију предложили су краткотрајно затварање установа у циљу превенције ширења вируса, као и за дезинфекцију установа, уколико је заражена особа проводила време у установама. Усвојене су превентивне мере као што су отказивање школских путовања, великих друштвених окупљања као што су школске представе и хор. Забрањен је и сваки облик физичке интеракције између људи.

## Хронологија
- 26. јануара 2020. — Кина затвара све образовне установе.[4]
- 4. марта 2020. — италијанска влада најављује затварање свих школа и универзитета.[5]
- до 19. марта 2020. —  50% студената широм света морало је да обустави образовање услед ширења вируса корона.[6]
- до 20. марта 2020. — 70% установа широм света затворено је услед пандемије.[1]
- до 27. марта 2020. — скоро 90% образовних институција затворено је због пандемије вируса.[1]

## Учење на даљину
Настава за време пандемије одвија се преко интернет платформи и апликација које су предвиђене за ученике. Платформе омогућавају да ученици ефикасно наставе образовање иако нису у могућности да иду у школу. Недостатак приступа технологији може спречити студенте из руралних области да се образују, што онемогућава да уче ефикасно.
Како би се зауставило ширење вируса корона на хиљаде библиотека морало је да се затвори.